# Верево (станция)
Ве́рево — железнодорожная станция Октябрьской железной дороги в Гатчинском районе Ленинградской области на линии Санкт-Петербург — Луга. Расположена в 700 м к востоку от автодороги М20 (E 95) Санкт-Петербург — Псков. У станции расположен посёлок Верево.
Из-за низкого пассажиропотока часть электропоездов проезжает станцию Верево без остановки.

## Исторические сведения
В 1910 году на 31 версте от станции С. Петербург Варшавской линии уже находилась железнодорожная остановка Ижора
В 1955 году на 33 километре от станции Ленинград-Варшавский также платформа называлась Ижора.
Электрифицирована в 1967 году постоянным током, напряжением 3,3 кВ в составе участка Ленинград-Варшавский — Гатчина-Варшавская.
К 1970 году её название поменялось на Верево.